# Decreto divino
O delírio do decreto divino é uma defesa em um caso criminal em que uma pessoa cometeu um crime na crença de que Deus ordenou que o fizessem.:615–626 Isso tornaria o perpetrador legalmente insano, pois seria incapaz de distinguir o certo do errado.:615–626